# Ceanothus lemmonii
Ceanothus lemmonii är en brakvedsväxtart som beskrevs av Charles Christopher Parry. Ceanothus lemmonii ingår i släktet Ceanothus och familjen brakvedsväxter. Inga underarter finns listade i Catalogue of Life.